# فابیو ناسیمنتو دی اولیویرا
فابیو ناسیمنتو دی اولیویرا (به پرتغالی: Fábio Nascimento de Oliveira) مدافع اهل برزیل است که در شهر کورولوس و در تاریخ ۳ سپتامبر ۱۹۸۷ به دنیا آمده‌است.
فابیو ناسیمنتو دی اولیویرا در تیم‌های فوتبال Capibaribe سابقهٔ حضور دارد.